# Katalin Juhász
Katalin Juhász-Nagy (ur. 24 listopada 1932 w Hódmezővásárhely) – węgierska florecistka, dwukrotna medalistka olimpijska i wielokrotna medalistka mistrzostw świata.
Na igrzyskach olimpijskich w Tokio w 1960 roku razem z Ildikó Újlaky-Rejtő, Györgyi Marvalics-Székely, Magdą Nyári-Kovács i Lídią Dömölky-Sákovics była druga w zawodach drużynowych. Na rozgrywanych cztery lata później igrzyskach olimpijskich w Tokio reprezentacja Węgier w składzie: Ildikó Újlaky-Rejtő, Lídia Dömölky-Sákovics, Katalin Juhász i Judit Ágoston-Mendelényi zdobyła drużynowo złoty medal. W rywalizacji indywidualnej była piąta.
Podczas mistrzostw świata w Budapeszcie w 1959 roku Katalin Juhász, Magda Nyári-Kovács, Ildikó Rejtő, Lídia Dömölky-Sákovics i Györgyi Marvalics-Székely zwyciężyły w turnieju drużynowym. W tej samej konkurencji zdobywała także złote medale na mistrzostwach świata w Buenos Aires (1962) i mistrzostwach świata w Montrealu (1967) oraz srebrne na mistrzostwach świata w Turynie (1961) i mistrzostwach świata w Gdańsku (1963). Ponadto zdobyła również brązowe medale w turniejach indywidualnych: na MŚ 1962 (za Rumunką Olgą Szabó-Orbán i Galiną Gorochową z ZSRR) i MŚ 1963 (za Ildikó Rejtő i Lídią Dömölky-Sákovics).